# Xã Overfield, Quận Wyoming, Pennsylvania
Xã Overfield (tiếng Anh: Overfield Township) là một xã thuộc quận Wyoming, tiểu bang Pennsylvania, Hoa Kỳ. Năm 2010, dân số của xã này là 1.666 người.